# Sudół (potok)
Sudół lub Sudoł – potok w województwie małopolskim, wypływa w Giebułtowie, przepływa przez Kraków (Tonie, Prądnik Biały). Prawy dopływ rzeki Białuchy. Długość 9 kilometrów.

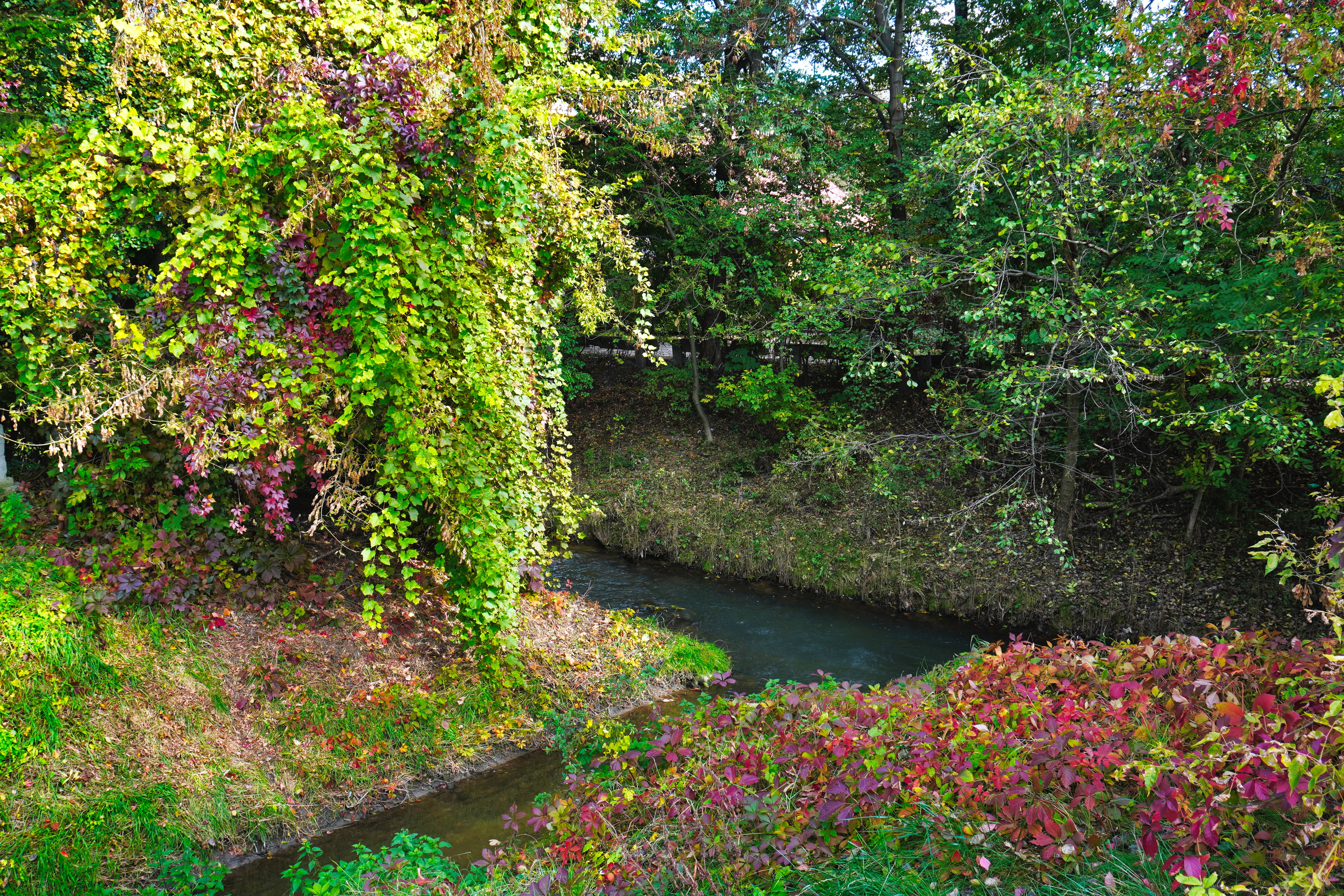
Ujście potoku Sudół (z lewej) do Białuchy